# 래미안 장전
래미안 장전(영어: RAEMIAN Jangjeon)은 대한민국 부산광역시 금정구 금정로에 위치한 아파트다.